# Вёллер, Штеффен
Штеффен Вёллер (нем. Steffen Wöller; род. 10 сентября 1972, Эрфурт, Германия) — немецкий саночник, выступавший за сборную Германии с 1992 по 2006 год. Принимал участие в зимних Олимпийских играх 2002 года в Солт-Лейк-Сити, однако в программе мужских парных заездов смог подняться только до четвёртой позиции. Чаще всего выступал в паре со Штеффеном Шкелем.
Штеффен Вёллер является обладателем пяти медалей чемпионатов мира, в его послужном списке одна золотая награда (смешанные команды: 2000) три серебряные (парные заезды: 2000, 2001; смешанные команды: 2001) и одна бронзовая (парные заезды: 1997). Шесть раз спортсмен получал подиум чемпионатов Европы, в том числе три раза был первым (смешанные команды: 2002, 2004, 2006) и три раза вторым (парные заезды: 1998, 2000; смешанные команды: 2000). Выигрывал общий зачёт Кубка мира, в этом плане наиболее удачным для него оказался сезон 2000—2001.
О завершении карьеры профессионального спортсмена объявил в 2006 году, после чего продолжил службу солдатом в армии Германии. Не женат, в свободное время любит кататься на мотоцикле.